# Tillyria

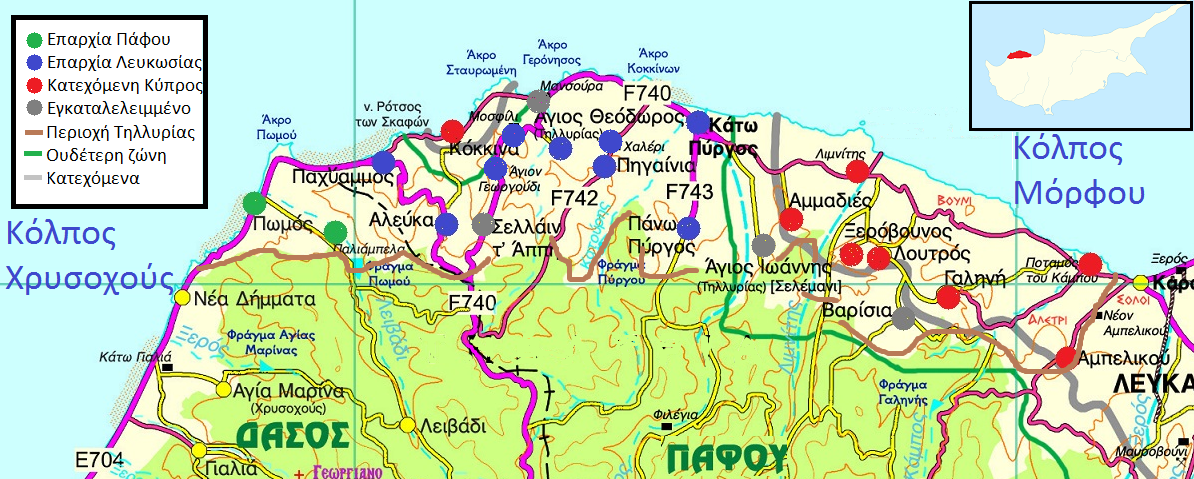
Karte der Tillyria Halbinsel

Tillyria, auch Tylliria oder Tilliria, (griechisch Τηλλυρία, türkisch Dillirga) ist eine gebirgige Halbinsel Zyperns im nordwestlichen Teil der Insel zwischen der Bucht von Chrysochou und der Bucht von Morfou. Sie ist 30 Kilometer lang und 6 Kilometer breit.

## Geografie
Der größte Teil der Halbinsel liegt im Bezirk Nikosia, während ein Teil auch im Bezirk Paphos und im besetzten Teil Zyperns liegt. In der Gegend von Tillyria liegt auch das Dorf Kokkina, eine Exklave der Türkischen Republik Nordzypern, die heute nur mehr militärisch genutzt wird.
Das Gelände ist steil bergig mit einer Höhe von bis zu 800 Metern in geringer Entfernung zur Küste. Die Gemeinden im Gebiet Tillyrias sind Kato Pyrgos, Pano Pyrgos, Pachyammos, Pigenia, Pomos, Kokkina, Ammadies, Xerovounos, Loutros, Galini, Agios Theodoros Tilliria, Agios Ioannis (Selemani), Alevga, Varisia, Mansoura, Mosfileri und Selladi tou Appi.

## Geschichte
Tillyria umfasst die archäologischen Stätten von Soloi und von dem Ort Vouni, sowie die von Ambelikos und Petra tou Limniti. Auf Petra tou Limniti, einer heutigen Insel, die einst mit der nahegelegenen Küste verbunden war, wurde eine Siedlung ausgegraben, die während der Jungsteinzeit (7000–5300 v. Chr.) ihre Blütezeit hatte. Die Siedlung in Ambelikos geht auf die Kupfersteinzeit (2900–2500 v. Chr.) zurück, während Soloi vom 14. Jh. v. Chr. bis zum 7. Jh. n. Chr. florierte. Eine weitere Siedlung im Bereich von Galini stammt aus der frühen Bronzezeit (2500–1900 v. Chr.).
In der Gegend von Tillyria hatten auch andere antike Siedlungen geblüht und es wurden weitere archäologische Stätten identifiziert, von denen einige untersucht und ausgegraben wurden. Darunter:
Im Bereich von Mansoura wurde in der Vergangenheit ein Bereich ausgegraben, in dem sich Bäder aus der Römerzeit befanden. In dieser Gegend gibt es geschnitzte Gräber, die auf eine Nekropole hinweisen, und daher dürfte die Siedlung, zu der die römischen Bäder gehörten, irgendwo in der Nähe gediehen sein. Die Blütezeit der Siedlung dürfte in der klassischen, hellenistischen und römischen Zeit erreicht sein. Dies geht auch aus der Ausgrabung eines großen geschnitzten Grabes hervor, das den Ausgrabungsdaten zufolge etwa 6 Jahrhunderte lang genutzt wurde.
Im Bereich von Livadi am Standort von Agios Filimon, wurde ein ländliches Heiligtum aus der klassischen und hellenistischen Zeit ausgegraben. Auf den Ruinen des Heiligtums wurde ein mittelalterliches Gebäude errichtet, bei dem es sich möglicherweise um ein kleines Kloster handelte.
Ein ländliches Heiligtum aus der archaischen Zeit, das während der klassischen und hellenistischen Zeit florierte, wurde ebenfalls am Foties-Standort des Dorfes Gialia gefunden und ausgegraben. Es wurde eine große Anzahl Tonfiguren gefunden. Tonfiguren wurden auch an Orten im Dorf Pomos und in Mersinaki gefunden, wo es auch archäologische Stätten gibt.
Am Ort „Avli“ des Dorfes Pano Pyrgos wurden die Überreste eines mittelalterlichen Gebäudes ausgegraben, das während der Frankenzeit wahrscheinlich das Verwaltungszentrum der gesamten Region war. Auf dem Trullin-Hügel an der Küste von Kato Pyrgos befinden sich die Überreste eines kleinen Turms, der während der byzantinischen Zeit, wahrscheinlich ab dem 11. Jahrhundert und während der fränkischen Zeit, als Observatorium, vielleicht aber auch als Leuchtturm gedient hatte. Darüber hinaus sind die genauen Standorte der in Tillyria bezeugten antiken Siedlungen wie Alexandretta und Agia Eleni, möglicherweise aber auch einer Stadt namens Kallinoussa, die dem Kap Pomos seinen alten Namen gegeben haben soll, unklar. Es handelte sich wahrscheinlich um dieselbe Siedlung.
Im August 1964 kam es zu einem Luftangriff und Bombenangriff der türkischen Luftwaffe. Die Zyperntürken nutzten den Ort Kokkina, um Waffen und Soldaten aus der Türkei nach Zypern zu schmuggeln. Anfang August griffen Kräfte der zyprischen Nationalgarde auf Befehl von Georgios Grivas Kokkina an. Diese Aktion war umstritten, da gleichzeitig über den Acheson-Plan verhandelt wurde. Die Türkei reagierte heftig, indem sie griechisch-zyprische Stellungen und Dörfer mit Napalmbomben bombardierte. Bei den Bombenanschlägen kamen 55 Menschen (Zyperngriechen und Griechen) ums Leben, darunter 28 Zivilisten, während 125 verletzt wurden (69 Soldaten und 56 Zivilisten).